# The Simpsons: Night of the Living Treehouse of Horror
The Simpsons: Night of the Living Treehouse of Horror är ett plattformsspel som släpptes av THQ under 2001 till Game Boy Color. Spelade utvecklades av Software Creations och bygger på Treehouse of Horror-avsnitten i den animerade TV-serien Simpsons . Spelet innehåller sju nivåer av typen side-scroller där spelaren styr medlemmarna i familjen Simpson.

## Spelet
The Simpsons: Night of the Living Treehouse of Horror är en side-scroller plattformsspel. Spelet innehåller sju nivåer som är utspelar sig i avsnitt från Treehouse of Horror. Alla familjemedlemmar har sin egen nivå, förutom Homer, som har tre nivåer. I spelet är Marge med i en berättelse om zombisar, Maggie är en fluga, Lisa kämpar mot lärare som är kannibaler och Bart räddar Santa's Little Helper från ett spökhus. I spelet är Homer en vampyrmördare, en robot, och apan King Homer.

### Nivåer
- Bad Dream House (baserat på samma historia från "Treehouse of Horror")
- Flying Tonight (baserat på Fly vs Fly från "Treehouse of Horror VIII")
- Plan 9 From Outer Springfield (baserat på  'Dial 'Z' For Zombies från "Treehouse of Horror III")
- Vlad All Over (baserat på Bart Simpson's 'Dracula'  från "Treehouse of Horror IV")[3]
- If I Only Had a Body (baserat på If I Only Had a Brain från "Treehouse of Horror II")[3]
- Nightmare Cafeteria (baserat på samma historia från "Treehouse of Horror V")
- King Homer (baserat på samma historia från"Treehouse of Horror III")

## Utveckling
The Simpsons: Night of the Living Treehouse of Horror utvecklades av Software Creations och släpptes av THQ. Spelet släpptes i USA den 30 mars 2001 för Game Boy Color och i Storbritannien den 20 april 2001. Software Creations började utveckla spelet innan maj 2000.